# Fisklösen (Svartnäs socken, Dalarna)
Fisklösen är en sjö i Falu kommun i Dalarna och ingår i Gavleåns huvudavrinningsområde. Sjön har en area på 0,0913 kvadratkilometer och ligger 295,1 meter över havet.

## Delavrinningsområde
Fisklösen ingår i det delavrinningsområde (675232-152348) som SMHI kallar för Mynnar i 675522-152377. Medelhöjden är 286 meter över havet och ytan är 2,88 kvadratkilometer. Det finns inga avrinningsområden uppströms utan avrinningsområdet är högsta punkten. Vattendraget som avvattnar avrinningsområdet har biflödesordning 3, vilket innebär att vattnet flödar genom totalt 3 vattendrag innan det når havet efter 105 kilometer. Avrinningsområdet består mestadels av skog (86 procent). Avrinningsområdet har 0,13 kvadratkilometer vattenytor vilket ger det en sjöprocent på 4,6 procent.